# یاکوب هلاسک
 یاکوب هلاسک (انگلیسی: Jakob Hlasek؛ زاده ۱۲ نوامبر ۱۹۶۴) یک تنیس‌باز اهل سوئیس است. 